# 東部予備戦闘飛行隊
東部予備戦闘飛行隊(とうぶよびせんとうひこうたい、ドイツ語: Ergänzungs-Jagdgruppe Ost、略称EJGr Ost)は、第二次世界大戦時、ドイツ空軍に設けられた高等戦闘機パイロット養成部隊である。1942年1月27日にポーランドのクラクフで、主に独ソ戦で活躍するようなパイロットを養成するために設立された。指導側には独ソ戦で経験を積んだパイロットらが就いた。1942年11月25日に名称を東部戦闘飛行隊(Jagdgruppe Ost)へと変更している。

## 歴代司令

### 飛行隊司令
- ギュンター・バイゼ大尉 (1942年2月 – 1942年5月12日)
- フーベルタス・フォン・ボニン大尉 (1942年5月 - 1942年5月22日)
- ウェルナー・アンドレス少佐 (1942年5月23日 – 1943年1月31日)
- ヘルマン・グラーフ中佐 (1943年2月1日 – 1943年4月)
- ウェルナー・アンドレス少佐 (1943年4月 – 1943年6月30日)
- フィクトール・バウアー少佐 (1943年7月1日 – 1944年11月4日)